# Clap Your Hands Say Yeah (musikalbum)
Clap Your Hands Say Yeah är Clap Your Hands Say Yeahs självutgivna debutalbum, utgivet 2005 i USA och senare återsläppt i Storbritannien den 23 januari 2006 genom Wichita Recordings. Skivan har sålts i omkring 200 000 exemplar världen över.

## Låtlista
1. "Clap Your Hands!" – 1:48
2. "Let the Cool Goddess Rust Away" – 3:24
3. "Over and Over Again (Lost and Found)" – 3:09
4. "Sunshine and Clouds (And Everything Proud)" – 1:02
5. "Details of the War" – 3:30
6. "The Skin of My Yellow Country Teeth" – 5:43
7. "Is This Love?" – 3:11
8. "Heavy Metal" – 4:01
9. "Blue Turning Gray" – 1:17
10. "In This Home on Ice" – 3:58
11. "Gimmie Some Salt" – 3:03
12. "Upon This Tidal Wave of Young Blood" – 4:34